# Janko Kráľ
Janko Kráľ (n. 24 aprilie 1822 - d. 23 mai 1876) a fost un poet slovac, unul dintre cei mai importanți reprezentanți ai romantismului din această țară.
A participat la Revoluția de la 1848.
A scris o lirică de meditație filozofică, în tonalități melancolice, exprimând eul liric al poetului, dar și grandioase viziuni de factură byroniană.
Una dintre cele mai valoroase scrieri ale sale este Verše Janko Kráľa (Versurile lui Janko Kráľ, apărută postum în 1893).